# Nuevo buchón valenciano
El nuevo buchón valenciano es una raza de palomo española originaria de la Comunidad Valenciana. De reciente creación, no debe confundirse con el antiguo buchón valenciano, raza desaparecida desde hace muchos años.

## Origen genético y características
Su origen genético es de un tipo de buchón que ha sobrevivido en Levante.
El cuello del buchón valenciano no es de un tamaño muy abundante, aunque es muy resistente y brillante.
El pico es muy robusto. Los colores son muy variados, dependiendo del plumaje.
Los ojos son de una brillantez tenue, pero también puede ser de color naranja intenso.
Las carúnculas tienen una forma redondeada irregular (pareciéndose al corazón). Suelen ser blancas.
Las plumas albergan un sinfín de colores (negro, marrón, etc).
El buche del buchón valenciano es rechoncho pareciéndose al laúd; pese a que si se observa desde el perfil se observará la mitad.
Las patitas son robustas con dedos muy cortitos. No posee plumaje. Según el color del plumaje así serán las uñas.
La cola del buchón posee desde 10 hasta 15 plumas, dependiendo de sus características.
Las alas están paralelas a la cola. No son muy grandes, pero cuando se sienten intimidades pueden abrirlas una gran amplitud.
La arbadilla es extensa y lisa.